# 지그문트 3세 바사 기둥

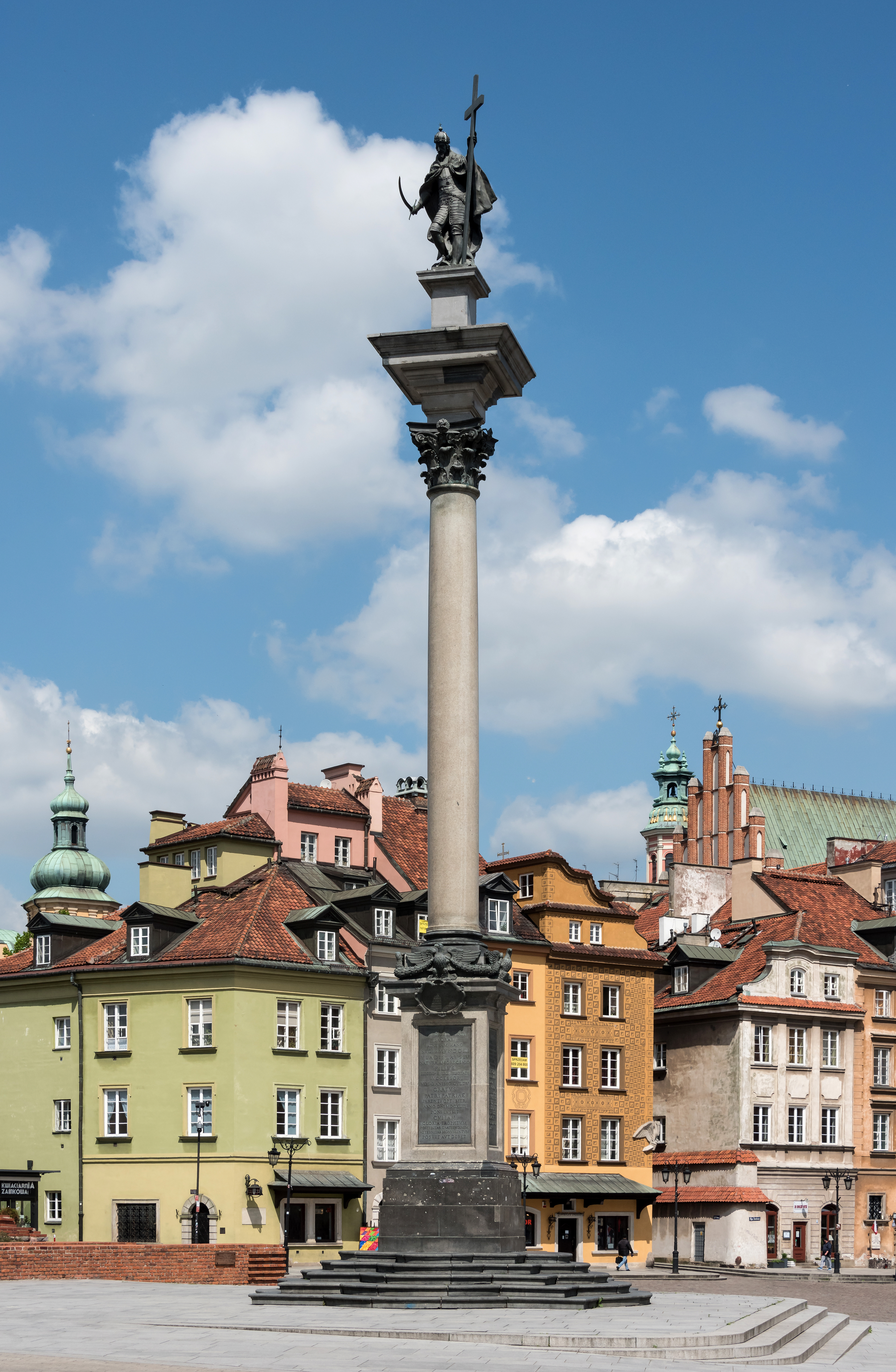
지그문트 3세 바사 기둥

지그문트 3세 바사 기둥(폴란드어: Kolumna Zygmunta III Wazy)은 폴란드 바르샤바 잠코비 광장에 있는 기둥이다.

## 같이 보기
- 바르샤바 왕궁